# François Jouannet
Pour les articles homonymes, voir Jouannet.
François René Bénit Vatar de Jouannet (Rennes, 31 décembre 1765 - Bordeaux, 18 avril 1845) est un archéologue français, « grand-père de la Préhistoire », le premier à découvrir les ateliers de taille, à fouiller le site de Badegoule et à distinguer deux périodes dans l'Âge de la Pierre (pierre taillée et pierre polie, dénommé plus tard respectivement Paléolithique et Néolithique).
Il est un imprimeur et libraire français. Il se fait appeler François Vatar-Jouannet puis François Jouannet au fil du temps.

## Biographie
François René Bénit Vatar de Jouannet est le fils de François-Pierre Vatar de Jouannet, imprimeur du Roi et du Parlement de Bretagne, et de Renée Jeanne Le Saulnier du Vauhello (sœur de Bonaventure Le Saulnier du Vauhello). Licencié en droit de l'université de Rennes (1785), il refuse de devenir avocat et s'installe comme imprimeur à Paris. Il est d'abord prote chez son cousin René Charles François Vatar (1761-1835) à l'Imprimerie du Comité de Salut public de juin 1794 à janvier 1795 puis à l'Imprimerie du Journal des hommes libres.
Son journal ayant raillé le Premier consul, il doit quitter Paris. Il se réfugie à Bordeaux chez sa sœur, en 1805. Il y travaille comme compositeur d'imprimerie. Il fait en même temps des études d'histoire et d'archéologie.
Il est appelé à Périgueux par l'imprimeur Dupont et devient prote d'imprimerie. En 1808, il est nommé professeur du Collège de Périgueux.
Il écrit de nombreux ouvrages en tant que poète ou historien.
Il parcourt à partir de 1810 la Dordogne à la recherche d'antiquités gallo-romaines. En 1812, il découvre sur le site d'Écorne-Bœuf à Coulounieix-Chamiers, près de Vésone, il trouve des haches en pierre polie, des fibules, des objets en silex, des épingles et des aiguilles. Il mène alors des analyses poussées de ses trouvailles. Il rédige une note à l'Académie de Bordeaux en 1813. Un résumé est publié en 1814 dans le Calendrier de la Dordogne. Il va publier dans le Calendrier de la Dordogne jusqu'en 1837 des notices statistiques, des voyages et des lettres dans lesquelles il décrit les monuments qui se trouvent dans le Périgord. Il distingue l'Âge de Fer, l'Âge de Bronze et l'Âge de la Pierre. En moins de deux ans il a recueilli plus de cent haches.
Il épouse en 1815 sa cousine Marie Anne Aimée Yvonne Le Saulnier de La Hautière, veuve d'André Fortuné Pichevin, fille de François Marie Yves Le Saulnier de La Hautière, négociant à Nantes, et de Marie Anne Le Nepvou de Carfort.
En 1816, il est nommé professeur à Sarlat. Il a eu comme élève l'abbé Audierne.
Il découvre en 1816 et 1817 deux sites essentiels les grottes de Combe-Grenal et du Pech-de-l'Azé à Carsac,. A ce titre, il est considéré comme le « grand-père de la préhistoire ».
Correspondant du ministère de l'Instruction publique, il fouille Pech-de-l'Azé et y trouve un nombre important d'ossements d'oiseaux et de quadrupèdes dans la marne calcaire. Il observe leur taille singulière, les os intentionnellement brisés et en partie carbonisés, associés à des silex taillés. Il en conclut à une intervention humaine.
Il a collaboré à la rédaction du premier tome des « Antiquités de Vésone » du comte Wlgrin de Taillefer paru en 1821.
Conservateur de la bibliothèque de Bordeaux (1830), il explore cette année-là la grotte de Badegoul et y découvre de nombreux silex taillés comme outils. Il étudie les techniques de taille mais n'établit aucune chronologie.
Il est membre de l'Académie des Sciences, Belles-Lettres et Arts de Bordeaux à partir de 1818 et en a été président en 1838.
Il est élu membre de l'Académie des inscriptions et belles-lettres en 1833.

## Travaux
- Journal des Hommes libres, 1789
- Mirabeau, Erotika Biblion, édition de 1801.
- « Antiquités gauloises », in Calendrier des corps administratifs, juridiques et militaires du département de la Dordogne, 1818
- Sur des armes et autres instruments en pierre et en bronze en Aquitaine, Musée d'Aquitaine III, 1824
- Excursion de deux Anglais de Royan à Nérac, 1833
- « Note sur des tombeaux découverts l'été dernier à La Mongie-Saint-Martin, arrondissement de Bergerac, canton de Sigoulès, et sur les forges antiques de la Dordogne », dans Bulletin monumental, 1834, tome 1, p. 135-142 (lire en ligne)
- Notice historique sur Cyprien-Prosper Brard, ingénieur civil des mines, chez F. Dupont, Périgueux, 1839 (lire en ligne)
- Statistique du département de la Gironde (monographie imprimée), Paris, P. Dupont et Comp. ;
  - tome I : livre I - Topographie, II - Météorologie, III - Produits naturels, IV - Population, V - Histoire ; 1837, 429 p. ; [lire en ligne] ;
  - tome II, 1re partie : livre V - Divisions administratives, VI - Agriculture ; 1839, 411 p. ; [lire en ligne] ;
  - tome II, 2e partie : livre VII - Instruction publique, VIII - Etablissements de charité, IX - Administration ; 1843, 458 p. ; [lire en ligne] ;
  - tome « essai complémentaire », par Pierre-Gustave Brunet et Léonce de Lamothe, 1847, 164 p.

## Hommage
Une allée de Rennes porte son nom.